# توماس هاريسون (دراج)
توماس هاريسون (بالإنجليزية: Thomas Harrison) هو دراج أسترالي، ولد في 13 مايو 1942.

## وصلات خارجية
- توماس هاريسون على موقع أوليمبيديا (الإنجليزية)